# Гаврилов, Анатолий Дмитриевич
Анатолий Дмитриевич Гаврилов (25 августа 1950, Комаровка, Шегарский район, Томская область) — советский и российский военный, начальник Военной академии войсковой противовоздушной обороны ВС РФ им. Маршала Советского Союза А. М. Василевского (Смоленск), генерал-лейтенант. 
Специалист в области радиолокации, военной кибернетики и военного управления. Доктор военных наук (1993), профессор (1996), действительный член Академии военных наук (1992).

## Биография
Родился 25 августа 1950 года в деревне Комаровка Шегарского района Томской области.
Окончил Томский политехнический институт в 1972 году. С 1972 года на военной службе (в составе ГСВГ). С 1977 года учился в Военной академии ПВО СВ (Киев). После её окончания в 1980 году проходил службу в Монгольской Народной Республике (Забайкальский ВО).
С 1982 года в ВА ПВО СВ (Киев): адъюнкт, преподаватель, старший преподаватель, доцент; в 1990—1993 годах — докторант. С 1994 года переведён в город Смоленск в Военную академию ПВО СВ РФ: заместитель начальника кафедры, начальник кафедры разведки воздушного противника, заместитель начальника академии по учебной и научной работе.
С ноября 2005 по 2009 год — начальник Военной академии войсковой ПВО ВС РФ. С 2009 года — ведущий научный сотрудник Военной академии войсковой ПВО Вооруженных сил Российской Федерации, генерал-лейтенант запаса. Специалист в области радиолокации, военной кибернетики и военного управления. Доктор военных наук (1993), профессор (1996), действительный член Академии военных наук (1992).
Почётный работник высшего профессионального образования Российской Федерации. Награждён орденом Почёта (2002).